# Eyre (dopływ Warburton)
Eyre (ang. Eyre Creek) – rzeka okresowa w Australii, w stanach Australia Południowa i Queensland. Ma 274 km długości. Powstaje na południowym zachodzie Queenslandu w wyniku połączenia rzek Georgina i Hamilton. Płynie w kierunku zachodnim, aż do miejsca, gdzie uchodzi do niej rzeka Mulligan, po czym skręca na południe i przekracza granicę z Australią Południową, kierując się w stronę bagna Goyder’s Lagoon, do którego czasami dociera. Rzadziej łączy się z rzeką Diamantina, tworząc rzekę Warburton, która uchodzi do jeziora Eyre. Została nazwana w 1845 roku przez Charlesa Sturta na cześć Edwarda Johna Eyre’a. Dolne partie rzeki były w przeszłości zamieszkane przez plemiona Karangura.